# رودلف ويل
رودلف ويل (بالألمانية: Rudolf Wille)‏ هو رياضياتي وأستاذ جامعي ألماني، ولد في 2 نوفمبر 1937 في ولاية بريمن في ألمانيا، وتوفي في 22 يناير 2017 في Bickenbach, Hesse ‏ في ألمانيا.